# Чрезвичајна скупштина у Хасанпашиној Паланци
За састанак „чрезвичајне", тајне народне скупштине која је одржана од 2—8 октобра 1809 y Хасанпашиној Паланци, коју je Карађорђе сазвао својим циркуларом датираним 29 септембра, било је више разлога. Борба са Родофиникином, представником руске владе y Србији, била је на врхунцу, a сам Родофиникин напустио је Србију и прешао y Влашку, где ce налазила руска врховна команда. Обећавана руска помоћ стизала је Србима споро и не y мери која је била обећана и очекивана.
Тој тајној скупштини, чије је закључке потврдила и редовна, новогодишња народна скупштина која ce састала следеће године о Новој години, присуствовале су само знатније народне вође и то, y највећем броју, присталице Карађорђеве. Расправљаии су и донесени следећи закључци које је скупштини предложио Савет заједно са Карађорђем:
- 1 народ српски увидео је да опстанак и одржање Србије само формалним покровитељством руским не може да ce осигура и одржи док ce y Србију не пошаље једно веће одељење руске војске које ће y Србији стално остати, бити Србима стално на помоћи и с њима ратовати против Турака;
- 2 како руски представник Родофиникин није по пореклу Рус, и како као нерус нема осећања за српске жеље и потребе, склан је интригама a сем тога је и отишао из Србије, одлучено је да ce Русија замоли да y Србију за свога представника пошаље правог, природног Руса, a не Родофиникина или неко од лица која су с њим y Србији била;
- 3 да ce више никада y Србију не могу вратити они Срби који су заједно са Родофиникином избегли, a међу њима и владика Леонтије;
- 4 да ce, како је архијерејска столица y Србији бекством Леонтијевим остала празна, за српског архијереја изабира, посвећује и поставља архимандрит манастира Раче Мелентије Стефановић који je y исто време био и командант зворничке нахије;
- 5 како ce досадашњим српским оптужбама против Родофиникина не верује y руском главном стану, треба тражити да Руси пошаљу y Србију једну непристрасну комисију да испита те тужбе, да ce тако и Руси осведоче о „неблагонамерним" поступцима Родофиникиновим y Србији;
- 6 да једна депутација од трајице чланова, правилно опуномоћена, отпутује y Влашку и руског главнокомандујућег упозна са овим закључцима и замоли га да их спроведе, уколико ce односе на Русију.